# Vitoriacoris
Vitoriacoris is een geslacht van wantsen uit de familie van de Miridae (Blindwantsen). Het geslacht werd voor het eerst wetenschappelijk beschreven door Carvalho in 1905.

## Soorten
Het genus is monotypisch en bevat alleen de volgende soort:

- Vitoriacoris nigrus Carvalho, 1989